# Il mondo è contro di me/Il tuo ricordo
Il mondo è contro di me / Il tuo ricordo è il terzo singolo su 7" de Le Anime pubblicato nel 1966 dalla R.T. Club.

## Tracce
Lato A
1. Il mondo è contro di me (Dunnio, Gabriella Ferrazza)

Lato B
1. Il tuo ricordo (Gabriella Ferrazza, Giovanni Alceo Guatelli)